# Ambrosius Bosschaert der Jüngere

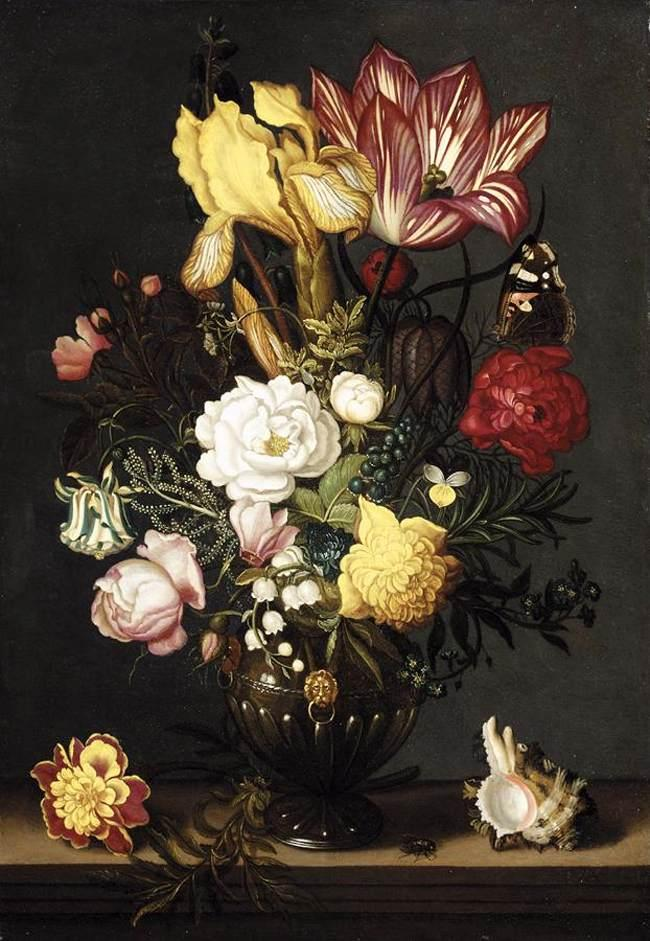
Ambrosius Bosschaert der Jüngere: Stillleben (1627)

Ambrosius Bosschaert [ˈbɔsχaːɾt] der Jüngere, häufig auch Ambrosius Bosschaert II. (* 1. März 1609 (Taufdatum) in Arnemuiden bei Middelburg; ▭ 19. Mai 1645 in Utrecht) war ein niederländischer Maler des „Goldenen Zeitalters“.

## Leben und Werk
Er war der Sohn Ambrosius Bosschaert des Älteren und Bruder von Abraham (1612–1643) und Johannes Bosschaert (1607–1628) und wurde wie sein Vater und seine Brüder Maler. Er lebte zunächst bei seinem Vater in Utrecht und Breda, von dem er seine erste Ausbildung erhielt, und wurde nach dessen Tod vermutlich von seinem Onkel Balthasar van der Ast in Utrecht ausgebildet, wo er sich 1628 niederließ und 1634 heiratete.
Bosschaert der Jüngere malte ausschließlich Blumen-Stillleben. Das früheste von ihm datierte Gemälde stammt von 1616, das späteste bekannte von 1643. Ursprünglich signierte er nur mit dem Monogramm AB, was zu Verwechslungen mit seinem Vater führte, ab 1633/34 mit „A. Bosschaert“.